# Новоказанкувате
Новоказанкува́те —  село в Україні, у Чернігівській селищній громаді Бердянського району Запорізької області. Населення становить 592 особи (1 січня 2015). До 2016 орган місцевого самоврядування — Новоказанкуватська сільська рада.
Село тимчасово окуповане російськими військами 24 лютого 2022 року.

## Географія
Село Новоказанкувате знаходиться на берегах річки Каїнкулак, вище за течією на відстані 3 км розташоване село Новополтавка.

## Історія
Засноване у 1861 році селянами-переселенцями з Полтавщини і населених пунктів Петропавлівки та Григорівки Пологівського повіту Катеринославської губернії як село Казанкувате.
7 (20) листопада 1917 року, відповідно до Третього Універсалу Української Центральної Ради, увійшло до складу Української Народної Республіки.
В 1931 році перейменоване в село Новоказанкувате.
12 червня 2020 року, відповідно до Розпорядження Кабінету Міністрів України від  № 713-р «Про визначення адміністративних центрів та затвердження територій територіальних громад Запорізької області», увійшло до складу Чернігівської селищної громади.
19 липня 2020 року після ліквідації Чернігівського району село увійшло до Бердянського району.

## Населення

### Мова
| українська мова | російська | молдовська |
| --------------- | --------- | ---------- |
| 98.61%          | 1.00%     | 0.13%      |

## Економіка
- «Україна», кооператив.

## Об'єкти соціальної сфери
- Школа.
- Дитячий садочок.
- Будинок культури.
- Фельдшерсько-акушерський пункт.